# Aşağımescit, Zara
Aşağımescit là một xã thuộc huyện Zara, tỉnh Sivas, Thổ Nhĩ Kỳ. Dân số thời điểm năm 2011 là 88 người.